# Explosió

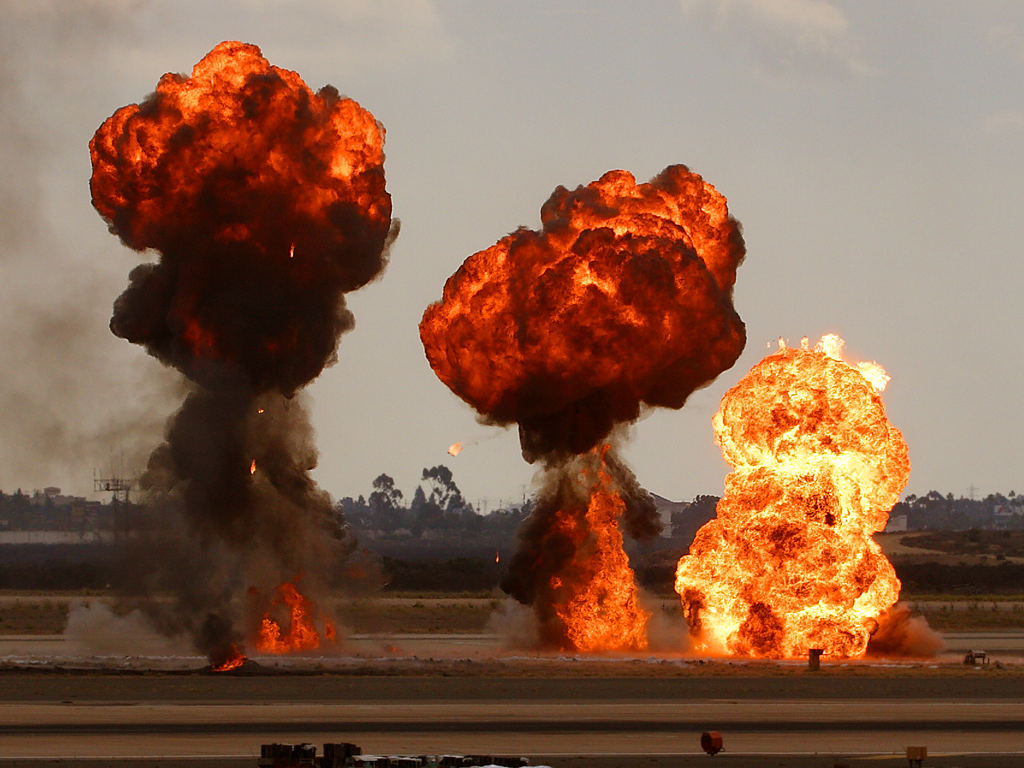
Simulació d'explosió amb gasolina durant un espectacle aeri

Una explosió o esclat és l'alliberament d'energia en un interval temporal ínfim. D'aquesta forma, la potència de l'explosió és proporcional al temps requerit. Els ordres de magnitud voreja els gigawatts. Els orígens de les explosions se solen dividir en dues classes:
- Físics: mecànics (xocs de mòbils), electromagnètics (llamps) o pneumàtics (pressions i gasos).
- Químics: reaccions de cinètica ràpida.

Una explosió causa ones de pressió al voltant d'on es produeix. Les explosions es poden categoritzar segons si les ones són subsòniques i detonacions si són supersòniques (ones de xoc). Aquestes velocitats han de considerar-se respecte del medi de propagació (l'explosiu).
L'efecte destructiu d'una explosió és precisament per la potència de la detonació que produeix ones de xoc o diferències de pressió subjacents de durada molt curta, extremadament brusques.
La bomba atòmica, per exemple, a més de produir calor intensa produeix pressions elevadíssimes que causen les destructives ones de xoc. (vegeu: Bombardejos atòmics d'Hiroshima i Nagasaki).

## Explosions mortals famoses
- L'explosió al vaixell SS Mont-Blanc al port de Halifax amb gairebé 2000 morts
- La del Caterina Costa, que va ferir 3000 persones
- Accident a la planta de BASF a Oppau el 1921
- A la mina de Benxihu (mina de carbó), a la Xina
- L'accident de Txernòbil, el més greu relacionat amb l'energia nuclear